# M37 (astronomia)
M 37 (noto anche come Messier 37 o NGC 2099) è un ammasso aperto visibile nella costellazione dell'Auriga. Fino al 1985 la scoperta di questo ammasso fu attribuita a Charles Messier che lo classificò nel 1764. In realtà l'ammasso è stato scoperto da Giovanni Battista Hodierna prima del 1654.
Si tratta di uno degli ammassi più semplici da osservare nella costellazione a cui appartiene, nonché il più esteso.

## Osservazione

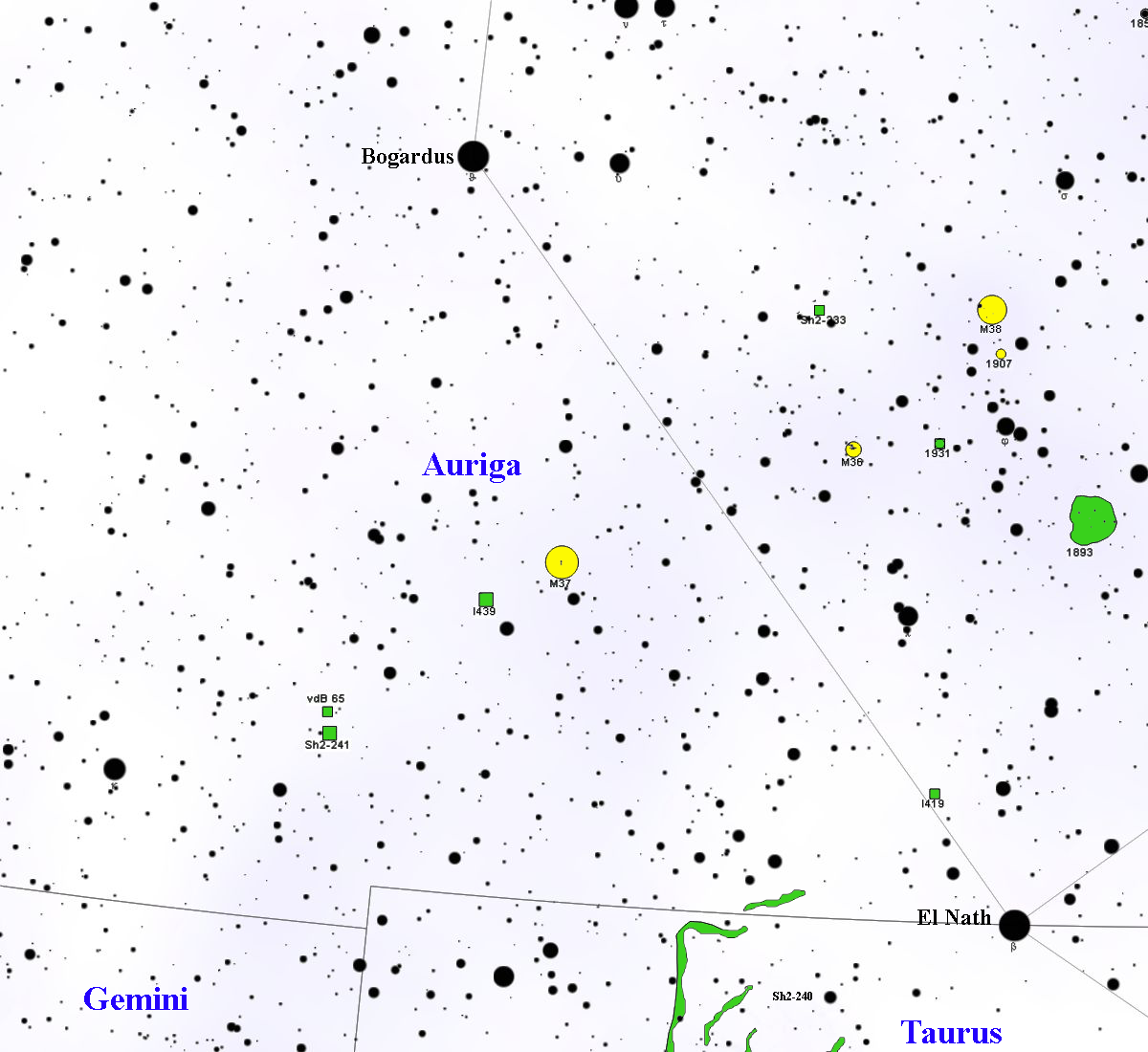
Mappa in dettaglio per individuare M37, tramite le due stelle brillanti Bogardus ed Elnath (vedi ingrandimento).

M37, il più esteso degli ammassi dell'Auriga, è individuabile con facilità 5 gradi a SSW della stella θ Aurigae; si trova in un'area un po' più distaccata rispetto ai ricchi campi stellari del centro della costellazione, a pochi gradi dall'anticentro galattico. Può essere osservato da entrambi gli emisferi, in tutte le aree popolate della Terra, sebbene il punto migliore per la sua osservazione sia l'emisfero boreale; dalla Penisola scandinava appare circumpolare, mentre dall'Antartide è sempre invisibile.
L'ammasso, di magnitudine apparente 5,4, è visibile a occhio nudo in condizioni molto favorevoli. Un binocolo non mostra che una nebulosità apparentemente priva di stelle e dall'aspetto vagamente granuloso; al contrario, un telescopio da 114 mm permette di rivelare un notevole numero di componenti, che lo rende oggettivamente uno dei più begli ammassi aperti di quest'area di cielo: si nota sia la grande abbondanza di stelle (meglio ancora se lo strumento ha un'apertura di almeno 150mm) che il notevole contrasto di colori, dall'azzurro al rosso. Strumenti ancora più grandi permettono di studiare le diverse aree oscure dell'ammasso, che contrastano fortemente con vari gruppi di stelle brillanti.

## Storia delle osservazioni
L'ammasso stranamente non fu notato né da Giovan Battista Hodierna, né da Le Gentil, i quali scoprirono invece i vicini M36 e M38. Fu Charles Messier a fornire la prima descrizione di quest'ammasso: egli lo descrive come un ammasso dalle stelle deboli, più degli ammassi vicini, con una nebulosità al suo interno.
Camille Flammarion, assieme ad altri astrofili e astronomi del periodo, indica la bellezza di quest'ammasso, mentre Lord Rosse ne fa una descrizione più tecnica, indicando come le sue componenti siano disposte a formare lunghe concatenazioni ricurve.

## Caratteristiche

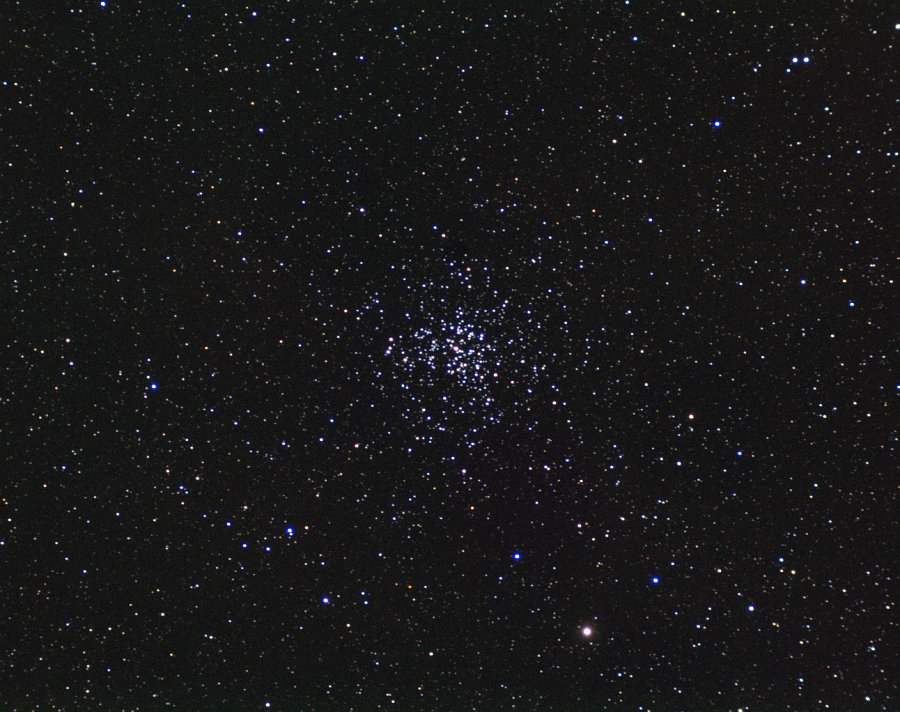
M37 appare come un ammasso molto denso e ricco, in un campo stellare relativamente povero.

M37 è il più luminoso degli ammassi dell'Auriga, nonché particolarmente ricco di componenti, per essere un ammasso aperto; conta almeno 170 stelle fino alla tredicesima magnitudine, mentre fino alla quindicesima grandezza queste diventano oltre mezzo migliaio. La stella dominante è un astro di colore rosso, di magnitudine 9,2. La distanza è stimata sui circa 4000 anni luce, è situato nel Braccio di Perseo, quello subito più esterno al nostro, mentre la sua età è data sugli oltre 300 milioni di anni; si tratta pertanto di un ammasso in età piuttosto avanzata, che annovera fra le sue componenti una dozzina di stelle evolute, in particolare giganti rosse, più diverse stelle blu di classe spettrale B9V, quindi di sequenza principale.
Il diametro apparente è di 24', che rapportato alla distanza nota corrisponde ad un diametro effettivo di circa 20-25 anni luce; in alcune aree centrali la densità è stimata sullo 43,6 stelle per parsec cubo, mentre la densità media è di circa 0,74 stelle al parsec cubo. Si tratta infatti di uno degli ammassi aperti più densi conosciuti.
Una spessa banda scura sembra dividere l'ammasso in due parti distinte: quella ad ovest, più ricca e in cui si trova anche il centro geometrico, e quella ad est, meno ricca e densa.

## Peculiarità nell'ammasso
M37 è stato oggetto di uno studio effettuato a seguito di osservazioni effettuate nel 2023 con il Gran Telescopio Canarias di La Palma. Lo studio si è concentrato sui resti di una nana bianca risultante dalla nebulosa planetaria createsi a seguito dell'esplosione di una precedente stella situata al centro di M37. Osservando la luminosità di questo nana bianca, la cui massa attuale è stimata in circa l’85% di quella del Sole, si è potuto determinare per la prima volta la percentuale di massa che una stella perde a seguito del cataclismico evento. La stella progenitrice avrebbe perso circa il 70% della sua massa durante il proprio ciclo vitale.

### Libri
- (EN) Stephen James O'Meara, Deep Sky Companions: The Messier Objects, Cambridge University Press, 1998, ISBN 0-521-55332-6.

### Carte celesti
- Toshimi Taki, Taki's 8.5 Magnitude Star Atlas, su geocities.jp, 2005. URL consultato il 7 novembre 2010 (archiviato dall'url originale il 5 novembre 2018). - Atlante celeste liberamente scaricabile in formato PDF.
- Tirion, Rappaport, Lovi, Uranometria 2000.0 - Volume I - The Northern Hemisphere to -6°, Richmond, Virginia, USA, Willmann-Bell, inc., 1987, ISBN 0-943396-14-X.
- Tirion, Sinnott, Sky Atlas 2000.0, 2ª ed., Cambridge, USA, Cambridge University Press, 1998, ISBN 0-933346-90-5.
- Tirion, The Cambridge Star Atlas 2000.0, 3ª ed., Cambridge, USA, Cambridge University Press, 2001, ISBN 0-521-80084-6.